# Enrique Escola
Enrique Escola (fl. XX secolo) è stato un arbitro di calcio argentino.

## Carriera
Nella Primera División 1930 esordì in massima serie; il 29 giugno arbitrò San Isidro-Atlanta. Prese parte, poi, alla Primera División 1931, la prima edizione professionistica del campionato argentino, organizzata dalla Liga Argentina de Football. In tale competizione diresse per la prima volta il 9 agosto 1931, al 12º turno, arbitrando Club Atlético Vélez Sarsfield-River Plate; al termine del campionato contò 19 presenze. Fu l'arbitro che interruppe il primo Superclásico, dopo aver espulso tre giocatori del River Plate. Continuò l'attività a livello nazionale almeno fino al 1933.